# 아웃백

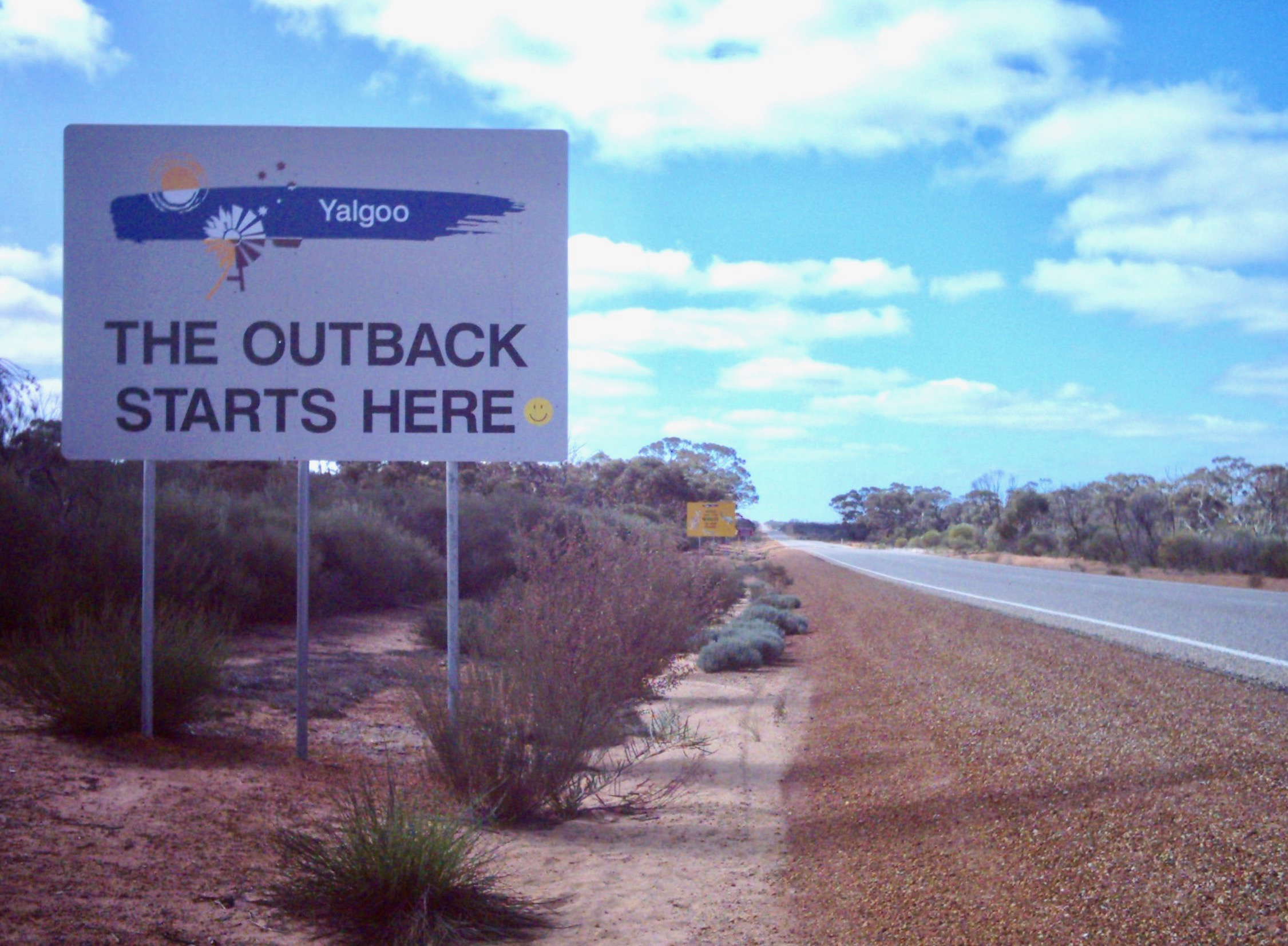
얄구 (웨스턴오스트레일리아주)에 있는 관광 안내 표지판

아웃백(Outback)은 오스트레일리아의 멀리 떨어져 있고 광활하며 인구 밀도가 낮은 지역이다. 아웃백은 부시보다 더 멀리 떨어져 있다. 흔히 건조한 지역으로 상상되지만, 아웃백 지역은 오스트레일리아 북부 해안선에서 남부 해안선까지 뻗어 있으며 북부 지역의 열대 기후 및 몬순 기후, "붉은 중심부"의 건조 지역, 남부 지역의 반건조 기후 및 온대 기후를 포함한 여러 기후대를 아우른다. 총 인구는 607,000명으로 추산된다.
지리적으로 아웃백은 여러 요인의 조합, 특히 낮은 인구 밀도, 거의 손상되지 않은 자연 환경, 그리고 많은 지역에서 생산이 자연 환경에 의존하는 목축 (가축 방목)과 같은 낮은 강도의 토지 이용으로 통합된다. 아웃백은 오스트레일리아의 유산, 역사, 민속에 깊이 뿌리내려 있다. 오스트레일리아의 미술에서 아웃백은 특히 1940년대에 유행하는 주제였다. 2009년 Q150 기념행사의 일환으로 퀸즐랜드주 아웃백은 "자연 명소"로서의 역할로 퀸즐랜드의 Q150 아이콘 중 하나로 발표되었다.

## 역사
애버리지니는 최소 50,000년 동안 아웃백에 살았으며, 1800년대에 유럽인들이 처음으로 오스트레일리아 중앙부에 들어왔을 때 가장 건조한 사막을 포함한 모든 아웃백 지역을 점유하고 있었다. 많은 애버리지니는 전통적인 땅에 대한 강한 물리적, 문화적 유대 관계를 유지하고 있으며, 연방 원주민 토지 소유권 법률에 따라 아웃백의 많은 지역에 대한 전통 소유자로 법적으로 인정받고 있다.
오스트레일리아 내륙에 대한 초기 유럽 탐험은 산발적이었다. 더 접근하기 쉽고 비옥한 해안 지역에 더 많은 초점이 맞춰졌다. 시드니 외곽의 블루 마운틴을 성공적으로 횡단한 첫 번째 일행은 식민지가 건설된 지 25년 후인 1813년 그레고리 블렉스랜드가 이끌었다. 1817년, 1818년, 1821년에 존 옥슬리를 시작으로 1829년부터 1830년까지 찰스 스터트가 서쪽으로 흐르는 강을 따라 "내륙해"를 찾으려고 시도했지만, 이 강들은 모두 남쪽으로 흐르는 머리강과 달링강으로 흘러 들어가는 것으로 밝혀졌다.
1858년부터 이른바 "아프간" 낙타몰이꾼과 그들의 짐승들은 아웃백을 개방하고 기반 시설을 건설하는 데 중요한 역할을 했다.
1858년부터 1861년까지 존 맥두얼 스튜어트는 애들레이드에서 북쪽으로 아웃백까지 6차례 원정을 이끌었으며, 그 결과 오스트레일리아 북부 해안에 성공적으로 도달하여 일행 중 누구도 잃지 않고 돌아왔다. 이는 1860~61년의 불운한 버크와 윌스 탐험과는 대조적으로, 그 탐험은 훨씬 더 많은 자금을 지원받았지만 대륙 횡단 팀원 중 세 명의 사망으로 이어졌다.
오버랜드 전신선은 1870년대에 스튜어트가 확인한 경로를 따라 건설되었다.
1865년, 측량사 조지 고이더는 식생 패턴의 변화를 이용하여 사우스오스트레일리아주에 선을 그렸는데, 그 북쪽은 농업을 지원하기에는 강우량이 너무 불확실하다고 판단했다.
아웃백 탐험은 1950년대에 렌 비델이 에뮤 필드와 마랄링가에서의 오스트레일리아 핵무기 실험 및 우메라 금지 구역에서의 로켓 테스트를 지원하기 위해 많은 도로를 탐험하고 측량하며 건설하면서 계속되었다. 새로운 광물 매장지가 확인되고 개발됨에 따라 광물 탐사는 계속되고 있다.
2002년은 아웃백의 해로 선포되었다. 초기 탐험가들은 말을 이용하여 아웃백을 횡단했지만, 말을 타고 여행한 최초의 여성은 애나 힝리로, 2006년에 브룸에서 케언스까지 말을 타고 갔다.

## 환경

### 세계적 중요성

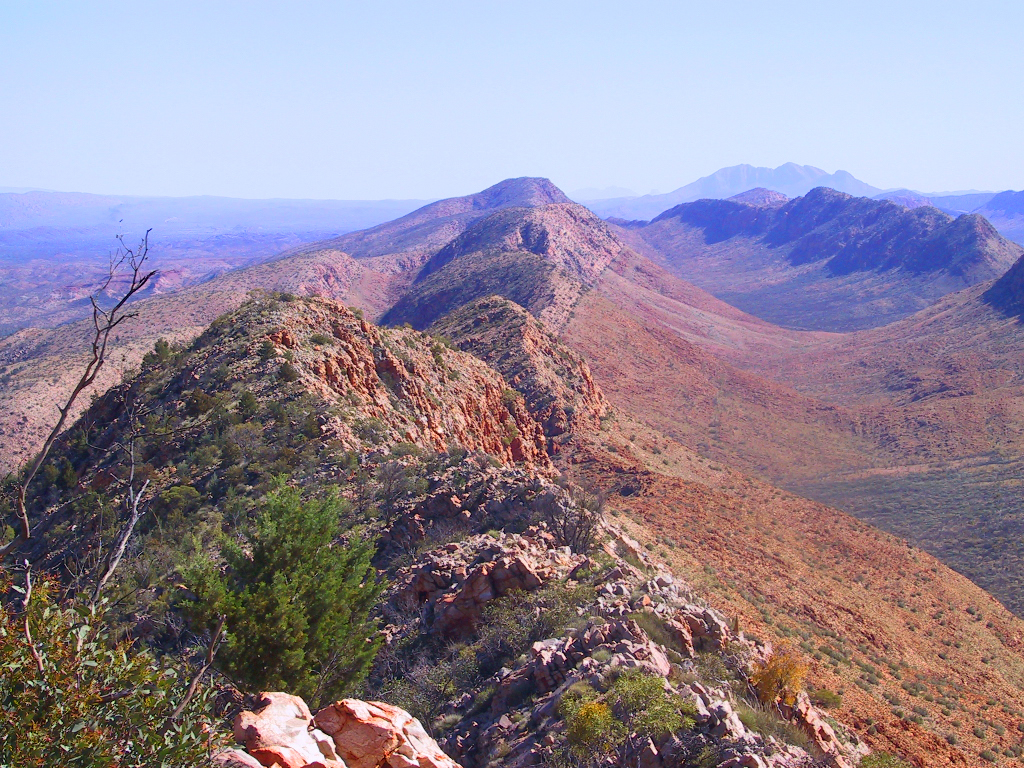
대륙 중앙에 있는 노던 준주의 맥도널 산맥

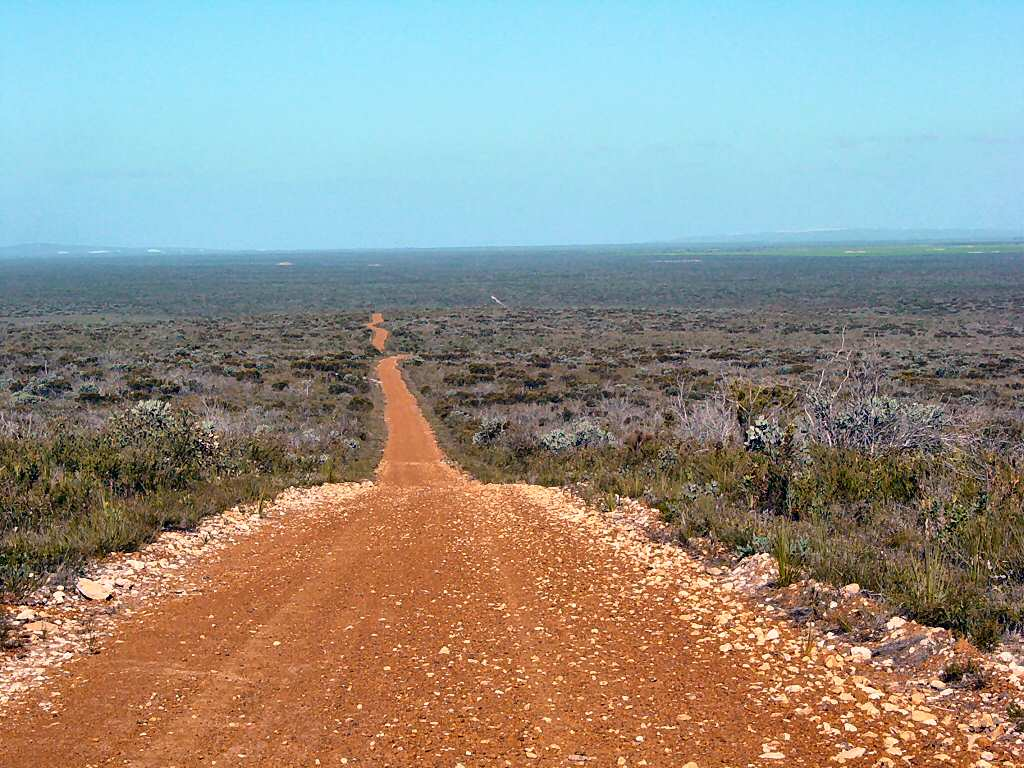
피츠제럴드 강 국립공원 (웨스턴오스트레일리아주)

산업 토지 이용이 부족하여 아웃백은 지구상에서 가장 큰 남아있는 온전한 자연 지역 중 하나로 전 세계적으로 인정받고 있다. 전 세계적인 "인간의 발자취"와 황야 연구는 북아메리카의 아한대림 및 툰드라 지역, 사하라 사막 및 고비 사막, 아마존 및 콩고 분지의 열대림과 함께 아웃백 오스트레일리아가 세계의 주요 자연 지역 중 하나임을 강조한다.
오스트레일리아 북부의 사바나 (또는 풀이 우거진 삼림지대)는 세계에서 가장 크고 온전한 사바나 지역이다. 남쪽에는 16,000,000 헥타르 (40,000,000 ac)의 면적을 차지하는 그레이트 웨스턴 우드랜즈는 잉글랜드와 웨일스 전체보다 넓은 면적으로, 지구상에 남아 있는 가장 큰 온대 삼림지대이다.

### 주요 생태계
광범위한 기후 및 지질학적 변동을 반영하여 아웃백에는 풍부하고 독특하며 생태학적으로 풍부한 생태계가 포함되어 있다. 주요 토지 유형은 다음과 같다.
- 북부 웨스턴오스트레일리아주의 킴벌리 및 필바라 지역
- 톱 엔드의 아열대 사바나 경관
- 퀸즐랜드 서부 채널 컨트리의 간헐적인 수로
- 오스트레일리아 중서부의 10개 사막
- 평평한 평원 전체에 지형적 변화를 제공하는 맥도널 산맥과 같은 내륙 산맥
- 그레이트 오스트레일리아 만 북쪽의 평평한 널라보 평원
- 웨스턴오스트레일리아주 남부의 그레이트 웨스턴 우드랜즈

### 야생동물
아웃백은 매우 중요하고 잘 적응된 야생동물로 가득 차 있지만, 그 중 많은 동물은 평범한 관찰자에게 즉시 보이지 않을 수 있다. 붉은캥거루와 딩고와 같은 많은 동물들은 낮의 더위를 피하고 시원하게 지내기 위해 덤불 속에 숨는다.
조류는 번성하며, 새벽과 황혼에 물웅덩이에서 가장 많이 볼 수 있다. 거대한 사랑앵무 무리, 코카투, 코렐라, 갈라 등이 자주 목격된다. 겨울에는 맨땅이나 도로에서 다양한 종류의 뱀과 도마뱀이 햇볕을 쬐지만, 여름철에는 거의 볼 수 없다.
야생 동물인 낙타는 초기 아프간 운전자와 함께 목축업자와 탐험가들에 의해 오스트레일리아로 유입되어 오스트레일리아 중앙에서 번성한다. '브룸비'로 알려진 야생 말은 야생화된 역마이다. 야생 돼지, 여우, 고양이, 염소 및 토끼와 기타 수입 동물들도 환경을 훼손하고 있으므로, 취약한 목초지를 보호하기 위해 시간과 돈이 그들을 제거하는 데 사용된다.
아웃백은 캥거루, 에뮤, 딩고와 같은 다양한 동물 종의 고향이다. 딩고 울타리는 대륙 남동쪽 농업 지역으로의 딩고와 야생 개의 이동을 제한하기 위해 건설되었다. 미미하게 비옥한 지역은 주로 목초지로 활용되며, 연방 정부로부터 임대한 가축 목장에서 전통적으로 양이나 소를 방목하는 데 사용되었다. 아웃백의 작은 지역은 점토 토양으로 이루어져 있지만, 대부분은 극도로 불모의 고토양으로 이루어져 있다.
퀸즐랜드의 리버스리는 오스트레일리아에서 가장 유명한 화석 유적지 중 하나이며 1994년에 세계 유산으로 등재되었다. 100 km2 (39 mi2) 면적은 올리고세 및 마이오세 시대의 고대 포유류, 조류 및 파충류의 화석 유해를 포함한다.

## 산업

### 목축

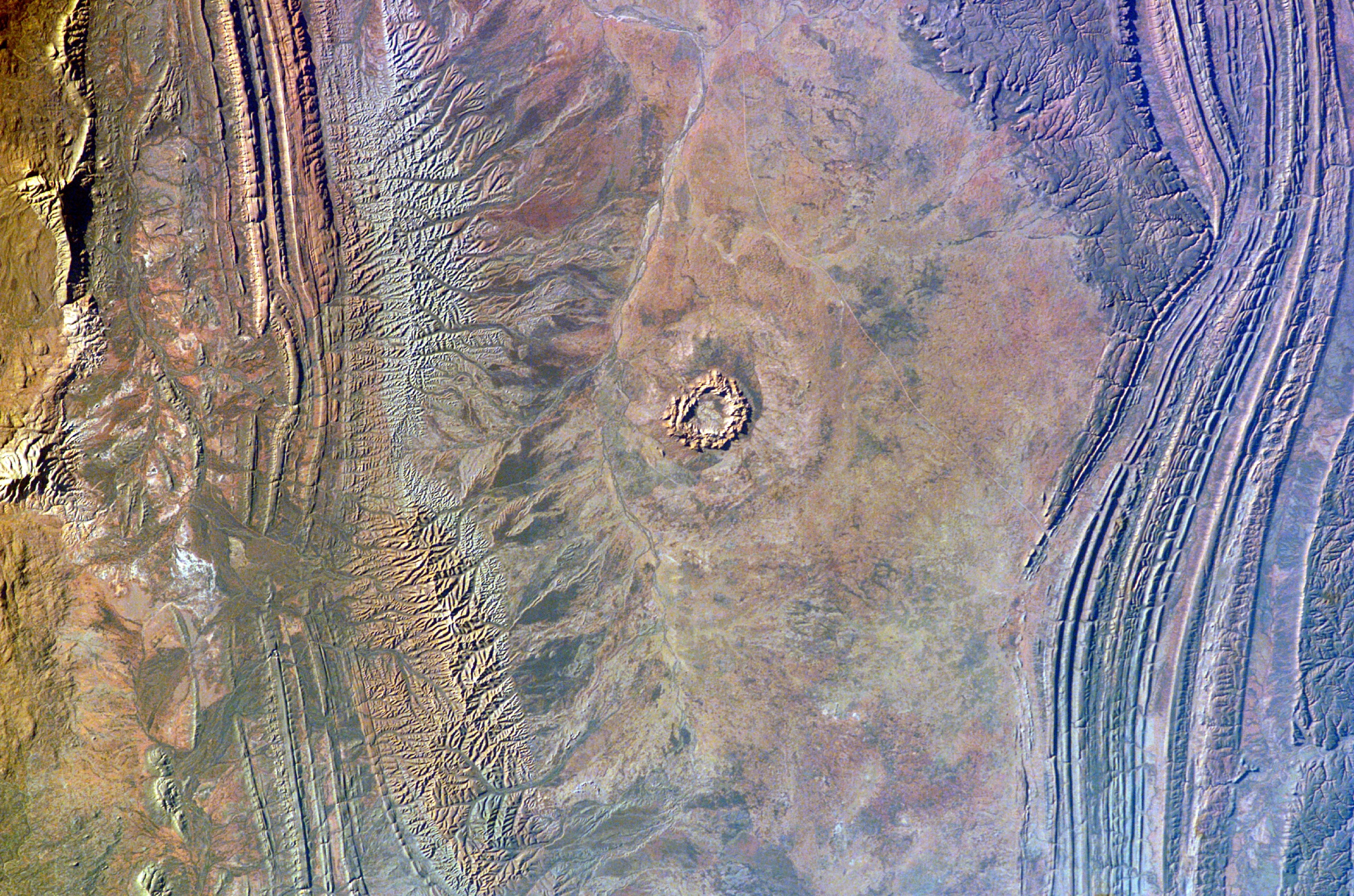
오스트레일리아 아웃백 전역에서 발견되는 수많은 유성 충돌구 중 하나인 고시스 블러프 충돌구

아웃백에서 차지하는 면적 면에서 가장 큰 산업은 목축으로, 소, 양, 때로는 염소를 대부분 온전한 자연 생태계에서 방목하는 것이다. 대찬정분지를 포함한 지하 대수층에서 얻은 시추공 물의 광범위한 사용은 영구적인 지표수가 자연적으로 존재하지 않는 광활한 지역에서 가축을 방목할 수 있도록 했다.
목초 개선의 부족과 비료 및 살충제 사용의 부재를 활용하여 많은 아웃백 목축 농장은 유기농 가축 생산자로 인증받았다. 2014년, 대부분이 오스트레일리아 아웃백에 있는 17,000,000 헥타르 (42,000,000 ac)가 유기농 생산지로 완전히 인증되어 오스트레일리아는 세계에서 가장 큰 인증 유기농 생산 지역이 되었다.

### 관광
관광은 아웃백 전역의 주요 산업이며, 연방 및 주 관광 기관은 아웃백 오스트레일리아를 국내외 여행자에게 매력적인 목적지로 명시적으로 홍보한다. "아웃백" 자체에 대한 관광 수입 분석은 없다. 그러나 지역 관광은 국가 관광 수입의 주요 구성 요소이다. 오스트레일리아 관광청은 자연 기반 및 원주민 주도의 경험을 관광객에게 명시적으로 홍보한다. 2015-2016 회계연도에만 815,000명의 방문객이 노던 준주에서 휴가를 보내는 동안 9억 8,800만 달러를 지출했다.
아웃백에는 많은 인기 있는 관광 명소가 있다. 잘 알려진 목적지로는 데블스 마블스, 카카두 국립공원, 카타추타 (올가스), 맥도널 산맥 및 울루루 (에어즈 록) 등이 있다.

### 광업
농업과 관광 외에 이 광대하고 인구 밀도가 낮은 지역의 주요 경제 활동은 광업이다. 페름기 (많은 지역에서는 캄브리아기 이후) 이래로 산맥 형성 및 빙하 작용이 거의 없었기 때문에 아웃백은 철광석, 알루미늄, 망가니즈, 우라늄 광석이 매우 풍부하며, 금, 니켈, 구리, 납, 아연 광석의 주요 매장지도 포함한다. 그 크기 때문에 방목 및 광업의 가치는 상당하다. 아웃백의 주요 광산 및 광산 지역에는 쿠버페디, 라이트닝 리지 및 화이트 클리프스의 오팔, 브로큰힐, 테넌트 크릭, 올림픽 댐 및 외딴 챌린저 광산의 금속이 포함된다. 석유 및 가스는 뭄바 주변의 쿠퍼 분지에서 추출된다.
웨스턴오스트레일리아주 킴벌리의 아길 다이아몬드 광산은 한때 세계 최대의 천연 다이아몬드 생산지였으며 세계 천연 공급량의 약 3분의 1을 차지했지만 재정적인 이유로 2020년에 폐쇄되었다. 필바라 지역 경제는 광업 및 석유 산업이 지배적이다. 필바라의 석유 및 가스 산업은 이 지역의 가장 큰 수출 산업으로, 2004/05년에 50억 달러를 벌어들였고 주 생산량의 96% 이상을 차지했다. 오스트레일리아의 대부분의 철광석도 필바라에서 채굴되며, 세계 주요 망가니즈 광산 중 하나도 이곳에 있다.

## 인구
사우스오스트레일리아주 북부의 아낭구 피찬차차 얀쿤차차 땅과 같은 아웃백 지역의 애버리지니 공동체는 집중 농업 및 대도시 지역인 해안 지역에서처럼 이주되지 않았다.
오스트레일리아 아웃백의 총 인구는 1996년 700,000명에서 2006년 690,000명으로 감소했다. 가장 큰 감소는 아웃백 노던 준주에서 발생했으며, 킴벌리 및 필바라는 같은 기간 동안 인구가 증가했다. 성비는 여성 1,000명당 남성 1,040명이며, 총 인구의 17%가 원주민이다.

## 시설

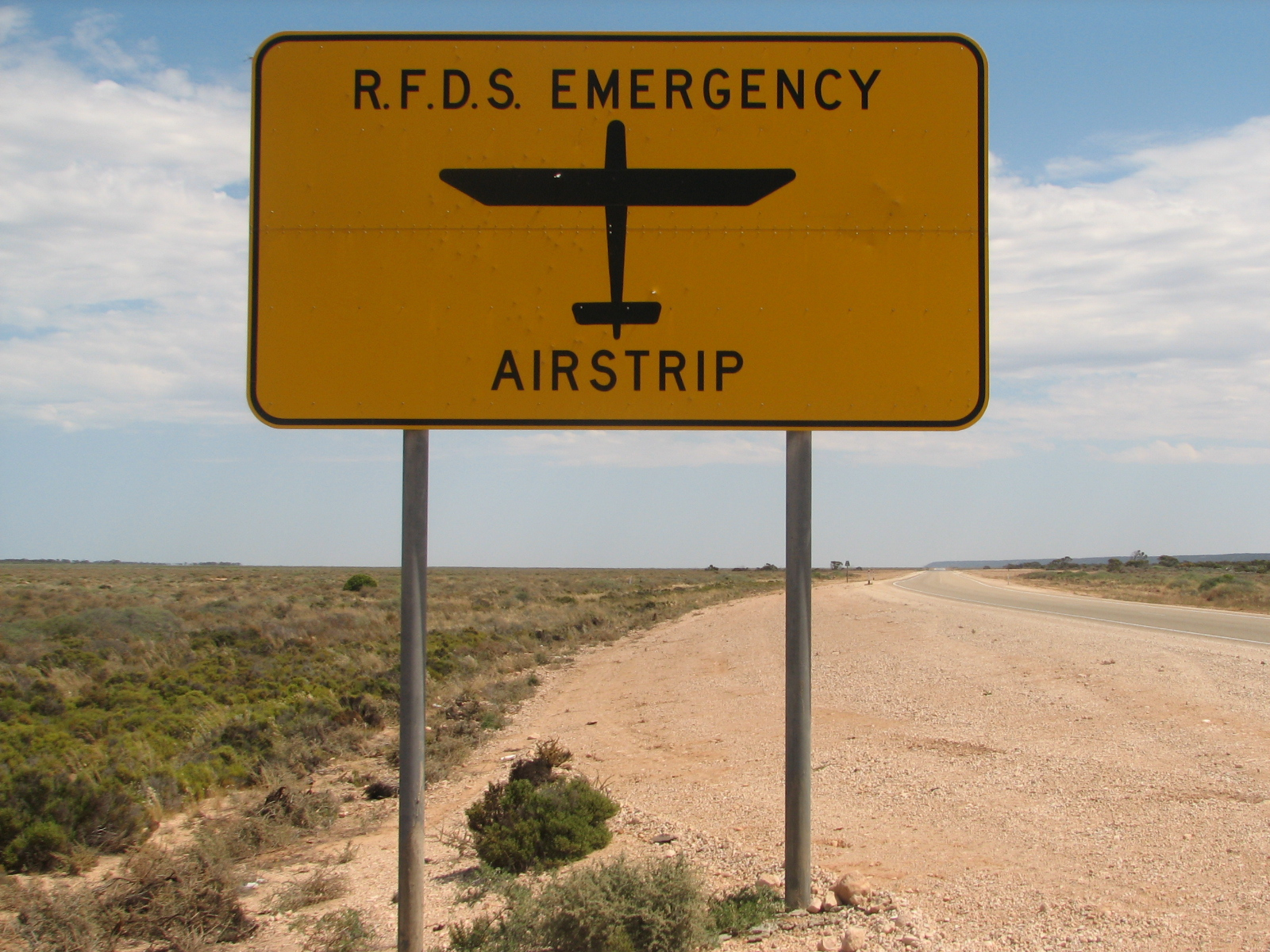
에어 고속도로에 있는 RFDS 비상 활주로가 앞에 있음을 알리는 표지판

오스트레일리아 왕립 항공 의료 서비스 (RFDS)는 1928년에 서비스를 시작하여 오스트레일리아 아웃백에 사는 사람들을 돕는다. 이전에는 적절한 의료 시설과 숙련된 인력의 부족으로 인해 심각한 부상이나 질병이 종종 사망으로 이어졌다.
많은 아웃백 지역 사회에서는 어린이 수가 너무 적어 일반 학교를 운영할 수 없다. 어린이들은 에어 스쿨을 통해 집에서 교육받는다. 원래 교사들은 라디오를 통해 어린이들과 소통했지만, 이제는 위성 통신이 대신 사용된다.
일부 어린이들은 주로 중등 학교에 다니는 기숙 학교에 다닌다.

## 용어
"아웃백"이라는 용어는 집 뒤뜰을 의미하는 부사구에서 유래했으며, 1800년대 후반에 도시와 마을 뒤의 광활하고 인구 밀도가 낮은 오스트레일리아 지역을 설명하기 위해 축소적으로 사용되기 시작했다. 인쇄물에서 이 용어가 이러한 맥락에서 처음 사용된 것은 1869년으로, 작가가 와가와가 서쪽 지역을 의미하는 것이 분명했다. 시간이 지나면서 부사적 용법은 현재의 명사형으로 대체되었다.
"아웃백"은 "블랙 스텀프 너머"에 위치한다고 구어적으로 말한다. 블랙 스텀프의 위치는 가상의 위치일 수도 있고, 지역 관습과 민속에 따라 다를 수도 있다. 이 용어는 한때 쿨라에서 건네다 로드를 따라 약 10 킬로미터 (6.2 mi) 떨어진 곳에 있던 블랙 스텀프 와인 살롱에서 유래했다는 설이 있다. 인근 블랙 스텀프 런과 블랙 스텀프 크릭의 이름을 딴 이 살롱은 뉴사우스웨일스 북서부로 가는 교통의 중요한 경유지였으며, 사람들이 여행을 측정하는 표지가 되었다고 주장된다.
"네버-네버"는 아웃백의 더 외딴 지역을 가리키는 용어이다. 아웃백은 "백 오브 비욘드" 또는 "백 오' 버크"라고도 불리지만, 이 용어는 어디에서든 멀리 떨어진 곳이나 멀리 떨어진 곳을 가리킬 때 더 자주 사용된다. 대륙의 물이 풍부한 북부는 종종 "톱 엔드"라고 불리며, 건조한 내륙은 광대한 붉은 흙과 희박한 녹색 풍경 때문에 "붉은 중심부"라고 불린다.

## 교통

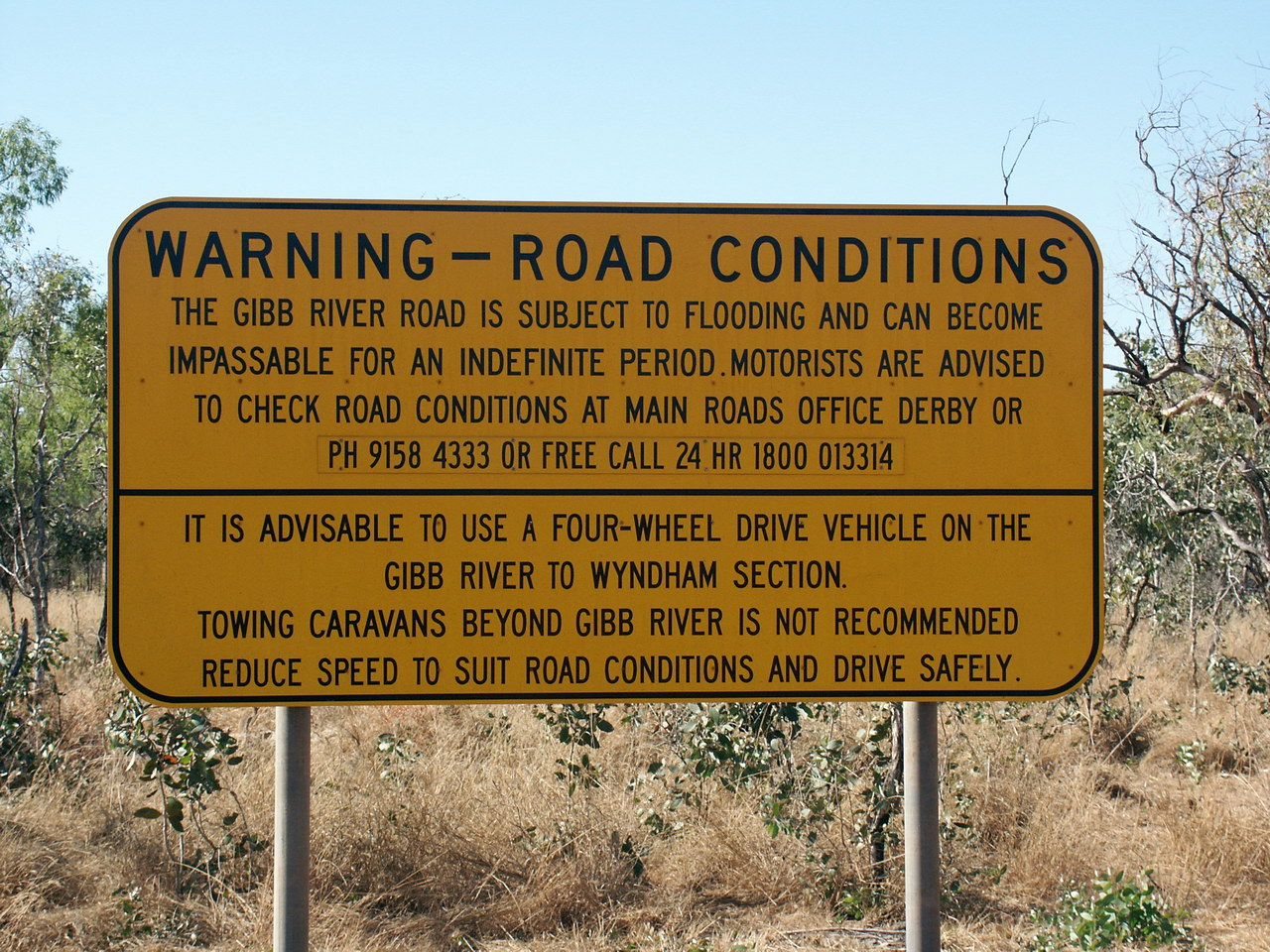
앞으로 위험한 상황이 있을 수 있음을 경고하는 도로 표지판

아웃백은 역사적인 길들로 가로질러져 있다. 대부분의 주요 고속도로는 훌륭한 블랙탑 표면을 가지고 있으며, 다른 주요 도로는 일반적으로 잘 관리된 비포장 도로이다.
스튜어트 하이웨이는 대륙 중앙을 남북으로 가로지르며, 대략 애들레이드-다윈 철도와 평행하게 달린다. 남서쪽에서 북동쪽으로 이어지는 일부 도로를 개발하여 라베르톤 ( 칼굴리 북쪽)에서 윈튼 (퀸즐랜드주)까지 대륙을 대각선으로 가로지르는 전천후 도로인 아웃백 하이웨이를 만들자는 제안이 있다.
일부 지역에서는 희박한 정착지와 우기 도로 폐쇄로 인해 우편 배달에 항공 운송이 의존된다. 대부분의 아웃백 광산에는 활주로가 있으며, 많은 곳에는 플라이인 플라이아웃 인력이 있다. 대부분의 아웃백 양 목장과 소 목장에는 활주로가 있으며, 꽤 많은 곳에는 자체 경비행기가 있다. 의료 및 구급차 서비스는 오스트레일리아 왕립 항공 의료 서비스에서 제공한다.